# Álex Arriazu
Álex Arriazu, właśc. Alejandro Arriazu Asensio (ur. 2 września 1995 w Tudeli) – hiszpański futsalista, zawodnik z pola, obecnie zawodnik Red Devils Chojnice. 
W sezonach 2015/2016 oraz 2016/2017 był zawodnikiem występującego  w Primera División klubu Ribera Navarra FS, z którym zajmował piąte i dziewiąte miejsce w najwyższej klasie rozgrywkowej Hiszpanii. W sezonie 2015/2016 występował także w rezerwach tego klubu, rywalizujących w Tercera División, zdobywając 26 bramek. W kolejnych latach był zawodnikiem włoskich Gruppo Sportivo Calcio a 5 Giovinazzo i A.S.D. Torresavio Futsal Cesena, po czym wrócił do Hiszpanii zostając zawodnikiem El Tafatrans Fútbol-Sala, a następnie rezerw Ribera Navarra FS. W sezonie 2019/2020 reprezentował barwy klubu Polisportiva Torremaggiore, występującego we włoskiej Serie B. Przed sezonem 2020/2021 został zawodnikiem występującego w ekstraklasie klubu Red Devils Chojnice.